# Auw an der Kyll
Auw an der Kyll település Németországban, Rajna-vidék-Pfalz tartományban. Lakosainak száma 110 fő (2023. december 31.).

## Népesség
A település népességének változása:
| Lakosok száma | 196  | 119  | 121  | 115  | 115  | 111  | 110  |
|               | 1975 | 2014 | 2017 | 2019 | 2021 | 2022 | 2023 |